# Budweiser
Budweiser (/ˈbʌdwaɪzər/) és una cervesa rossa d'estil americà, que forma part d'AB InBev. Introduïda el 1876 per Carl Conrad & Co de St. Louis, Missouri, Budweiser s'ha convertit en una empresa cervesera de grans vendes als Estats Units.
Budweiser també pot referir-se a una cervesa lager pàl·lida no relacionada, originària de České Budějovice, República Txeca (en alemany, Budweis) produïda per la cerveseria Budějovický Budvar. L'existència paral·lela de dues marques diferents amb el mateix nom ha donat lloc a una sèrie de disputes de marques entre elles. En general, Anheuser-Busch o Budějovický Budvar obtenen l'ús exclusiu del nom Budweiser en un mercat determinat. Anheuser-Busch sol utilitzar la marca Bud per a la seva cervesa quan Budweiser no està disponible. La cervesa rossa AB està disponible a més de 80 països, encara que no amb el nom de Budweiser quan Anheuser-Busch no és propietària de la marca. AB Budweiser és una cervesa filtrada, disponible en barril i en ampolles i llaunes, elaborada (a diferència de la lager txeca) amb fins a un 30% d'arròs a més del llúpol i la malta d'ordi habituals a les lagers.

## Origen del nom i disputa

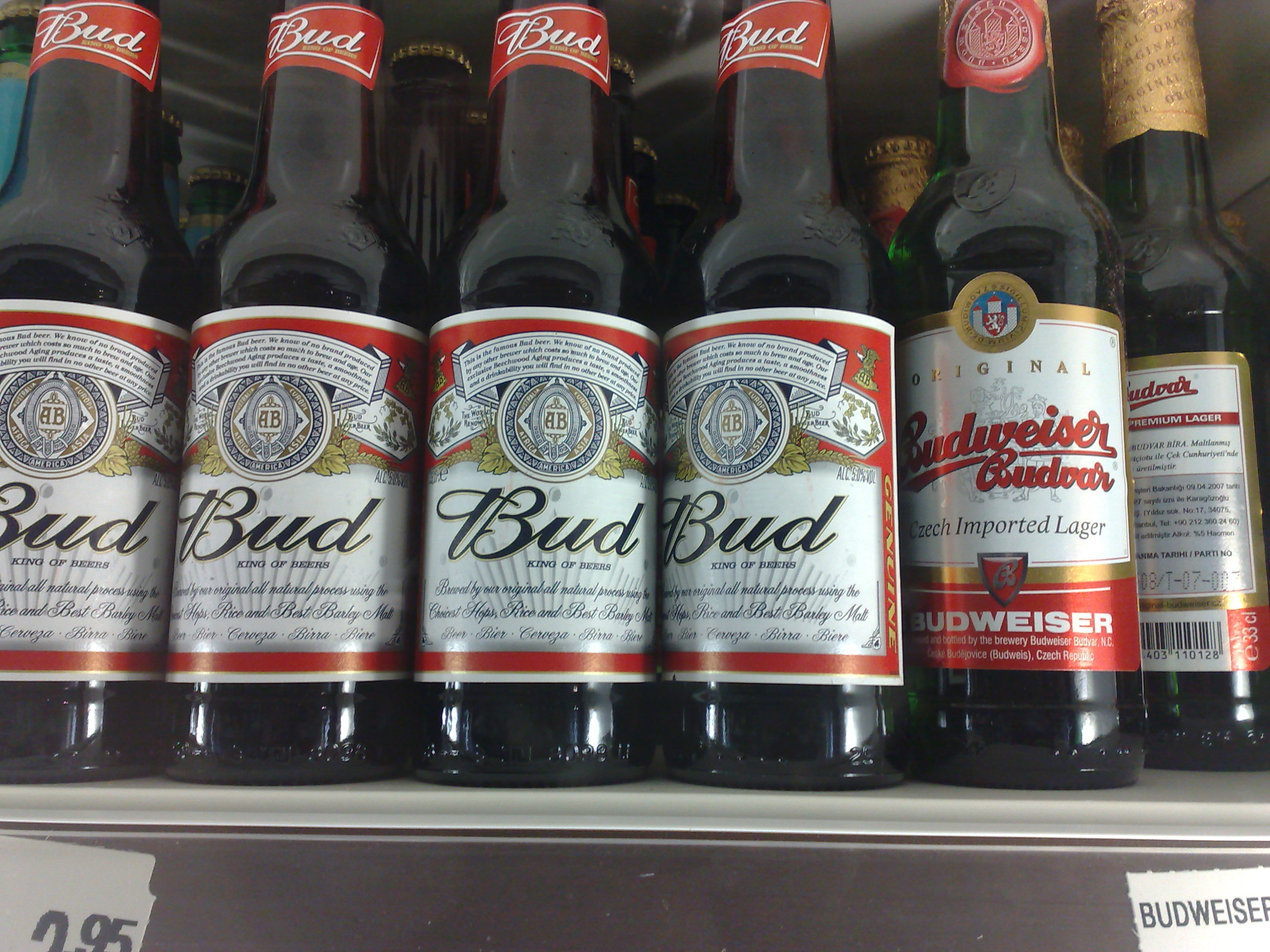
American Budweiser es ven a la major part de la Unió Europea com "Bud" (esquerra). A la dreta hi ha una ampolla de Budweiser txec

El nom Budweiser és un adjectiu derivat de l'alemany, que vol dir "de Budweis". La cervesa s'elabora a Budweis, Bohèmia, (České Budějovice, República Txeca) des de la seva fundació el 1265. El 1876, l'alemany Adolphus Busch i el seu amic Carl Conrad van desenvolupar als Estats Units una cervesa rossa "d'estil bohemi", inspirada després un viatge a Bohèmia, i la van produir a la seva fàbrica de St. Louis, Missouri.
Anheuser-Busch s'ha vist envoltada d'un conflicte de marques amb la fàbrica de cervesa Budweiser Budvar de České Budějovice pels drets de marca del nom "Budweiser".
A la Unió Europea, excepte a Irlanda, Suècia, Finlàndia i Espanya, la cervesa americana només es pot comercialitzar com a Bud, ja que el nom de la marca Budweiser és propietat exclusiva del fabricant de cervesa txec Budweiser Budvar. En alguns països, com el Regne Unit, tant les cerveses Budvar com les d'Anheuser-Busch es comercialitzen sota el nom de Budweiser, encara que els seus logotips són diferents.